# Abrechnung (deutsches Arbeitsrecht)
Unter Abrechnung wird im Arbeitsrecht vor allem traditionell die Lohn- oder Gehaltsabrechnung verstanden, nach Wegfall der Unterschiede zwischen Arbeitern und Angestellten zusammenfassend die Entgeltabrechnung des Arbeitsentgelts durch den Arbeitgeber. Daneben kann auch den Arbeitnehmer eine Abrechnungspflicht gegenüber dem Arbeitgeber bezüglich ihm anvertrauter Gelder treffen. Im Folgenden geht es ausschließlich um die Abrechnung der Arbeitsvergütung des Arbeitnehmers.

## Materiellrechtliche Rechtslage

### Der allgemeine Abrechnungsanspruch nach § 108 GewO
In § 108 GewO ist eine für jeden Arbeitgeber geltende Abrechnungspflicht bestimmt und im Einzelnen näher geregelt.

#### Bestehen eines Abrechnungsanspruchs
Nach § 108 Abs. 1 Satz 1 GewO ist bei Zahlung des Arbeitsentgelts eine Abrechnung zu erteilen.
In der Praxis wird der Normzweck des § 108 GewO vielfach verkannt. Der Arbeitnehmer hat nach § 108 GewO keinen Anspruch auf Abrechnung zur Vorbereitung einer Zahlungsklage. Er hat einen Abrechnungsanspruch nur „bei“ (oder nach) Zahlung: „Nach dieser Norm (§ 108 GewO) ist dem Arbeitnehmer, wenn ein Anspruch auf Zahlung von Arbeitsentgelt besteht, „bei Zahlung“ eine Abrechnung zu erteilen. Die Abrechnung bezweckt die Information über die erfolgte Zahlung. Die Regelung dient der Transparenz. Der Arbeitnehmer soll erkennen können, warum er gerade den ausgezahlten Betrag erhält. Dagegen regelt § 108 GewO keinen selbständigen Abrechnungsanspruch zur Vorbereitung einer Zahlungsklage (…). § 108 Abs. 1 Satz 1 GewO gewährt im Falle von Nachzahlungen auch keinen Anspruch auf „Berichtigung“ bereits erteilter Abrechnungen, sondern nur einen Anspruch auf eine eigene Abrechnung über die Nachzahlung.“
Ein gesetzlicher Abrechnungsanspruch besteht nach § 108 Abs. 2 GewO auch nur dann, wenn sich die Angaben gegenüber der letzten ordnungsgemäßen Abrechnung geändert haben. Der Arbeitgeber muss also nicht jeden Monat dieselbe Abrechnung erteilen, wenn sich nichts ändert.

#### Erfüllung eines Abrechnungsanspruchs
Die Abrechnung ist in Textform zu erteilen (§ 108 Abs. 1 Satz 1 GewO). Es besteht kein Formularzwang.
Die Abrechnung muss mindestens Angaben über den Anspruchszeitraum und Zusammensetzung des Arbeitsentgelts (§ 108 Abs. 1 Satz 2 GewO), insbesondere Angaben über Art und Höhe der Zuschläge, Zulagen, sonstige Vergütungen, Art und Höhe der Abzüge, Abschlagszahlungen sowie Vorschüsse (§ 108 Abs. 1 Satz 3 GewO) haben.

#### Der Abrechnungsanspruch bei Ausschlussfristen
Im Arbeitsrecht gelten häufig (insbesondere tarifvertragliche) Ausschlussfristen.
Die Ausschlussfrist für eine Zahlung läuft nicht, so lange der Arbeitgeber „eine erforderliche Abrechnung“ unterlässt. Der Lauf der Ausschlussfrist wird jedoch dann nicht mehr gehemmt, wenn der Abrechnungsanspruch selbst nicht innerhalb der Ausschlussfrist geltend gemacht worden ist.
Für vom Arbeitgeber in einer Lohnabrechnung vorbehaltlos ausgewiesene Ansprüche muss der Arbeitnehmer keine Ausschlussfrist wahren. Dies gilt jedoch, wenn der Arbeitgeber einen Anspruch – gleichzeitig – nur unter Vorbehalt ausweist: „Erklärt der Arbeitgeber mit Übersendung einer Abrechnung zugleich eine Aufrechnung mit Gegenansprüchen, ist die Abrechnung nicht vorbehaltlos erteilt. Zur Wahrung einer Ausschlussfrist müssen die in der Abrechnung enthaltenen Ansprüche geltend gemacht werden.“ Ein nachträglicher Vorbehalt ist unbeachtlich, das heißt der einmal vorbehaltlos abgerechnete Lohn muss nicht innerhalb einer Ausschlussfrist geltend gemacht werden.

### Der Erläuterungsanspruch nach § 82 Abs. 2 BetrVG
Nach § 82 Abs. 2 Satz 1 Hs. 1 BetrVG kann jeder Arbeitnehmer verlangen, dass ihm die Berechnung und Zusammensetzung des Arbeitsentgelts erläutert wird. Dieses Erläuterungsrecht besteht auch dann, wenn kein Betriebsrat besteht. Besteht ein Betriebsrat, kann der Arbeitnehmer ein Mitglied des Betriebsrats hinzuziehen (§ 82 Abs. 2 Satz 2 BetrVG), das zu Stillschweigen verpflichtet ist (§ 82 Abs. 2 Satz 3 BetrVG).

### Der Provisionsabrechnungsanspruch nach § 87c HGB
§ 87c HGB räumt dem Handelsvertreter vier Hilfsrechte zur Durchsetzung seiner Provisionsansprüche ein: Abrechnung, Buchauszug, Bucheinsicht und Auskunft.

## Prozessuale Durchsetzung

### Bestimmtheit
Häufig scheitert die Vollstreckung eines Titels auf Abrechnung an einer ausreichenden Bestimmtheit des Titels. Es bedarf der Festlegung, für welchen Zeitraum welcher Betrag abzurechnen ist.
- Ein Titel nur auf „ordnungsgemäße Abrechnung“ hat keinen vollstreckungsfähigen Inhalt.[6]
- Die Vereinbarung „die Beklagte hat an den Kläger den sich aus x € brutto sich ergebenden Nettobetrag zu zahlen“ ist zu unbestimmt und nicht vollstreckbar.[7] Sie ist noch unbestimmter mit dem Zusatz „soweit noch nicht geschehen“.[7]

### Klage auf zukünftige Abrechnung
Erhebt der Arbeitnehmer Klage auf eine noch vom Arbeitgeber zu erbringende Zahlung und Abrechnung der Zahlung, ist das auszulegen und im Zweifel als eine Klage auf eine zukünftige Leistung zu verstehen. Diese ist zwar grundsätzlich möglich. „Ein Antrag auf Abrechnung bei künftig erfolgenden Zahlungen ist aber nur zulässig, wenn den Umständen nach die Besorgnis gerechtfertigt ist, dass der Schuldner sich der rechtzeitigen Leistung entziehen werde. Hierfür trägt der Kläger die Behauptungs- und Beweislast.“

### Stufenklage
Kann der Arbeitnehmer sich die Höhe der Arbeitsvergütung nicht selbst errechnen (Beispiel: Provision), muss er zur Durchsetzung seiner Vergütungsansprüche gegen den Arbeitgeber eine Stufenklage (§ 254 ZPO) erheben.

### Zwangsvollstreckung
Die Vollstreckungsart im Fall der Lohnabrechnung wird unterschiedlich gesehen.
Nach Ansicht des Bundesarbeitsgerichts (BAG) hat die Zwangsvollstreckung auf Erteilung einer Abrechnung nach § 888 ZPO zu erfolgen, d. h. unterliegt den Regeln der Zwangsvollstreckung für unvertretbare Handlungen:
„Bei der Verpflichtung des Arbeitgebers aus § 108 GewO, dem Arbeitnehmer eine Abrechnung zu erteilen, handelt es sich um eine unvertretbare Handlung. Die Möglichkeit, dass ein Dritter, der Einblick in die Unterlagen des Arbeitgebers hat, möglicherweise in der Lage wäre, diese Abrechnung ebenfalls zu erstellen, ändert daran nichts. Entscheidend ist, ob ein Dritter die Handlung selbständig ohne Mitwirkung des Schuldners vornehmen kann. Das ist bei einer Abrechnung über tatsächlich vorgenommene Abzüge und Abführungen nicht der Fall. Ein titulierter Anspruch auf Erteilung der Abrechnung ist nach § 888 ZPO zu vollstrecken.“
Weigert sich der Arbeitgeber, eine Abrechnung zu erteilen, steht das Gebot der Verhältnismäßigkeit grundsätzlich dem Erlass eines Haftbefehls nach § 901 ZPO entgegen: „Der Vollstreckungsgläubiger ist zur Durchsetzung seiner Rechte auf das gerichtliche Verfahren und wegen des staatlichen Gewaltmonopols auf das Zwangsvollstreckungsverfahren angewiesen. Demgegenüber ist es dem Vollstreckungsschuldner ohne Weiteres möglich, die ihm obliegende Handlung (Erteilung einer Abrechnung) zu erbringen. Diese Überlegungen stehen dagegen, die Durchsetzung eines gerichtlichen Titels für gegenüber dem Vollstreckungsschuldner unzumutbar zu halten.“
Anders liegt der Fall bei einer Abrechnung vor Zahlung (Provision) und bei Vorliegen der notwendigen Unterlagen. Dann erfolgt die Zwangsvollstreckung nach den Regeln für vertretbare Handlungen (§ 880 ZPO), was die Möglichkeit einer Ersatzvornahme auf Kosten des Arbeitgebers ermöglicht.
Eine „Verurteilung zur Erstellung eines Buchauszugs im Sinne von § 87c Abs. 2 HGB grundsätzlich nach § 887 ZPO zu vollstrecken ist, wenn der Buchauszug – wie hier – aufgrund vorhandener Unterlagen nicht nur vom Schuldner, sondern auch von einem Dritten erstellt werden kann.“